# Yigael Yadin

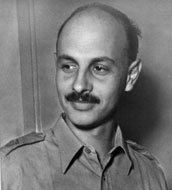
Yigael Yadin als opperbevelhebber

Yigael Yadin (Hebreeuws: יגאל ידין ) geboren als Yigal Sukenik (Jeruzalem, 20 maart 1917 - Hadera, 28 juni 1984) was een Israëlische militair, archeoloog en politicus.

## Militaire loopbaan
Yadin was de zoon van de archeoloog Eliezer Sukenik. In 1933 sloot hij zich aan bij de Joodse verzetsbeweging Hagana, waarin hij een belangrijke functie vervulde. Hij was van meet af aan lid van een Geheim Beraad o.l.v. David Ben Goerion bestaande uit elf experts: zionistische senior politici, jonge officieren en Oriëntalisten  , de z.g."Consultancy". Deze Raad zag ( volgens Ilan Pappe ) toe op de verdediging van de jonge staat Israël in de Arabisch-Israëlische Oorlog van 1948 en op de verovering van delen van het voormalig Mandaatgebied Palestina. Van 1949 tot 1952, dus zeer kort na de stichting van de staat Israël, was hij de tweede opperbevelhebber van het Israëlische defensieleger.

## Archeologisch onderzoek
Hij studeerde geschiedenis en archeologie aan de Hebreeuwse Universiteit van Jeruzalem, verkreeg in 1955 de doctorstitel en het jaar daarop de Israëlprijs voor zijn proefschrift. Als leraar (vanaf 1963 als hoogleraar) bleef hij aan deze universiteit verbonden.
Yadin heeft belangrijk archeologisch werk verricht, waaronder opgravingen bij Massada (1963-1965) en Megiddo. Over dit werk heeft hij verscheidene boeken geschreven. In 1960 ontdekte hij in de buurt van de Dode Zee de Brievengrot, zo genoemd omdat in deze grot brieven van de Joodse verzetsleider Sjimon bar Kochba zijn aangetroffen alsmede andere documenten uit die periode, de 2e eeuw. Ook zijn onderzoek naar de Dode Zee-rollen is van zeer groot belang.

## Politieke carrière
Yadin heeft zich ook in de politiek begeven. In 1976 richtte hij samen met geestverwanten de Democratische Beweging voor Verandering (Dash) op. In 1977 werd hij hiervoor in de negende Knesset afgevaardigd en tevens vicepremier in de 19e regering onder leiding van premier Menachem Begin van de Likoed. Vanwege het mislukken van deze partij sloot hij zich bij de in 1978 opgerichte Democratische Beweging aan maar hield deze later ook voor gezien toen deze partij eveneens ten onderging en maakte vervolgens als eenmansfractie zijn politieke termijn af. In 1981 trok hij zich uit de politiek terug.